# Denis Rodríguez
Denis Rodríguez (Rosario, Provincia de Santa Fe, Argentina, 21 de marzo de 1996) es un futbolista argentino juega como mediocampista y se encuentra como jugador libre. Es hijo del exfutbolista Rubén “Petete” Rodríguez, hermano de Alexis Rodríguez y primo de Maxi Rodríguez.

## Trayectoria

### Newell's Old Boys
Debutó el 12 de julio de 2015 en la victoria de Newell's Old Boys frente a Racing Club por 3-0, arrancando el encuentro como titular.
Su primer gol se lo convirtió a Estudiantes de La Plata en la victoria de su equipo por 2-0, en la vigésima sexta fecha del Campeonato de Primera División 2015. Volvería a marcar en la semifinal de la Liguilla Pre-Sudamericana del mismo año, en la derrota de Newell's Old Boys frente a Lanús por 2-1.

### River Plate
El 2 de septiembre de 2016 se confirmó su pase a préstamo por un año a River Plate. El pase incluyó una opción a compra por $1.750.000 dólares por el 50% de su pase. Hizo su debut el 1 de octubre por el Campeonato de Primera División 2016-17 recibiendo a Vélez Sarsfield por la quinta fecha, entrando por Sebastián Driussi en el segundo tiempo.
El 19 de enero de 2017, durante un partido amistoso de pretemporada ante São Paulo de Brasil por la Florida Cup 2017, sufrió la rotura de los ligamentos de la rodilla izquierda que lo dejó fuera de las canchas 6 meses.

### Newell's Old Boys
Volvió a Newell's sin grandes actuaciones en el año 2021.

### Hughes FC
Volvió luego de un largo período de inactividad a disputar el certamen por la Liga Venadense en las filas del Hughes FC. Compartirá equipo junto a grandes figuras como Ignacio Scocco y su primo Maxi Rodríguez quienes fueron compañeros suyos en Newell's. Jugó un partido y emigró a la liga 3 del fútbol de Portugal.

### Amora Futebol Clube
Emigró a Portugal para disputar la liga 3 de dicho país. En agosto de 2022 con una contrato de un año .
Cumbaya
En agosto de 2024 llego a la primera liga de Ecuador.

## Clubes
| Club                                 | País      | Año         |
| ------------------------------------ | --------- | ----------- |
| Newell's Old Boys                    | Argentina | 2015 - 2016 |
| River Plate (Préstamo)               | Argentina | 2016 - 2017 |
| Newell's Old Boys                    | Argentina | 2018        |
| Belgrano (Préstamo)                  | Argentina | 2018 - 2019 |
| Newell's Old Boys                    | Argentina | 2019 - 2021 |
| Amora Futebol Clube                  | Portugal  | 2022        |
| Cumbayá F. C.                        | Ecuador   | 2023-2024   |
| Club Atlético Aprendices Casildenses | Argentina | 2024        |

### Estadísticas
Actualizado al último partido disputado el 2 de diciembre de 2023.
| Club | Div.                | Temporada           | Liga(1) | Liga(1) | Liga(1) | Copas Nacionales(2) | Copas Nacionales(2) | Copas Nacionales(2) | Torneos Internacionales(3) | Torneos Internacionales(3) | Torneos Internacionales(3) | Total | Total | Total  |
| Club | Div.                | Temporada           | Part.   | Goles   | Asist.  | Part.               | Goles               | Asist.              | Part.                      | Goles                      | Asist.                     | Part. | Goles | Asist. |
| --- | ------------------- | ------------------- | ------- | ------- | ------- | ------------------- | ------------------- | ------------------- | -------------------------- | -------------------------- | -------------------------- | ----- | ----- | ------ |
| Newell's Old Boys Argentina | 1.ª                 | 2015                | 14      | 2       | 3       | 0                   | 0                   | 0                   | -                          | -                          | -                          | 14    | 2     | 3      |
| Newell's Old Boys Argentina | 1.ª                 | 2016                | 5       | 0       | 0       | 1                   | 0                   | 0                   | -                          | -                          | -                          | 6     | 0     | 0      |
| Newell's Old Boys Argentina | Total club          | Total club          | 19      | 2       | 3       | 1                   | 0                   | 0                   | 0                          | 0                          | 0                          | 20    | 2     | 3      |
| River Plate Argentina | 1.ª                 | 2016-17             | 2       | 0       | 0       | 0                   | 0                   | 0                   | 0                          | 0                          | 0                          | 2     | 0     | 0      |
| River Plate Argentina | 1.ª                 | 2017-18             | 1       | 0       | 0       | 0                   | 0                   | 0                   | 0                          | 0                          | 0                          | 1     | 0     | 0      |
| River Plate Argentina | Total club          | Total club          | 3       | 0       | 0       | 0                   | 0                   | 0                   | 0                          | 0                          | 0                          | 3     | 0     | 0      |
| Newell's Old Boys Argentina | 1.ª                 | 2017-18             | 6       | 0       | 0       | 1                   | 0                   | 0                   | 1                          | 0                          | 0                          | 8     | 0     | 0      |
| Newell's Old Boys Argentina | Total club          | Total club          | 6       | 0       | 0       | 1                   | 0                   | 0                   | 1                          | 0                          | 0                          | 8     | 0     | 0      |
| Belgrano Argentina | 1.ª                 | 2018-19             | 4       | 0       | 1       | 0                   | 0                   | 0                   | -                          | -                          | -                          | 4     | 0     | 1      |
| Belgrano Argentina | Total club          | Total club          | 4       | 0       | 1       | 0                   | 0                   | 0                   | 0                          | 0                          | 0                          | 4     | 0     | 1      |
| Cumbayá F. C. · Ecuador | 1.ª                 | 2023                | 13      | 0       | 1       | 0                   | 0                   | 0                   | -                          | -                          | -                          | 13    | 0     | 1      |
| Cumbayá F. C. · Ecuador | Total club          | Total club          | 13      | 0       | 1       | 0                   | 0                   | 0                   | 0                          | 0                          | 0                          | 13    | 0     | 1      |
| Total en su carrera | Total en su carrera | Total en su carrera | 45      | 2       | 5       | 2                   | 0                   | 0                   | 1                          | 0                          | 0                          | 48    | 2     | 5      |
| (1) Incluye 2 partidos por la Liguilla Pre-Libertadores. (2) Las copas nacionales se refiere a la Copa Argentina. (3) Las copas internacionales se refiere a la Copa Libertadores. |                     |                     |         |         |         |                     |                     |                     |                            |                            |                            |       |       |        |

### Resumen estadístico
|                      | Partidos | Goles | Promedio | Asistencias | Promedio |
| -------------------- | -------- | ----- | -------- | ----------- | -------- |
| Liga                 | 33       | 2     | 0.06     | 4           | 0.12     |
| Copas Nacionales     | 2        | 0     | 0,00     | 0           | 0,00     |
| Copa Internacionales | 1        | 0     | 0,00     | 0           | 0,00     |
| Total                | 36       | 2     | 0.06     | 4           | 0.11     |

## Palmarés

### Campeonatos nacionales
| Título         | Club        | Sede    | Año     |
| -------------- | ----------- | ------- | ------- |
| Copa Argentina | River Plate | Córdoba | 2015/16 |
| Copa Argentina | River Plate | Mendoza | 2016/17 |